# Cacique (opperhoofd)

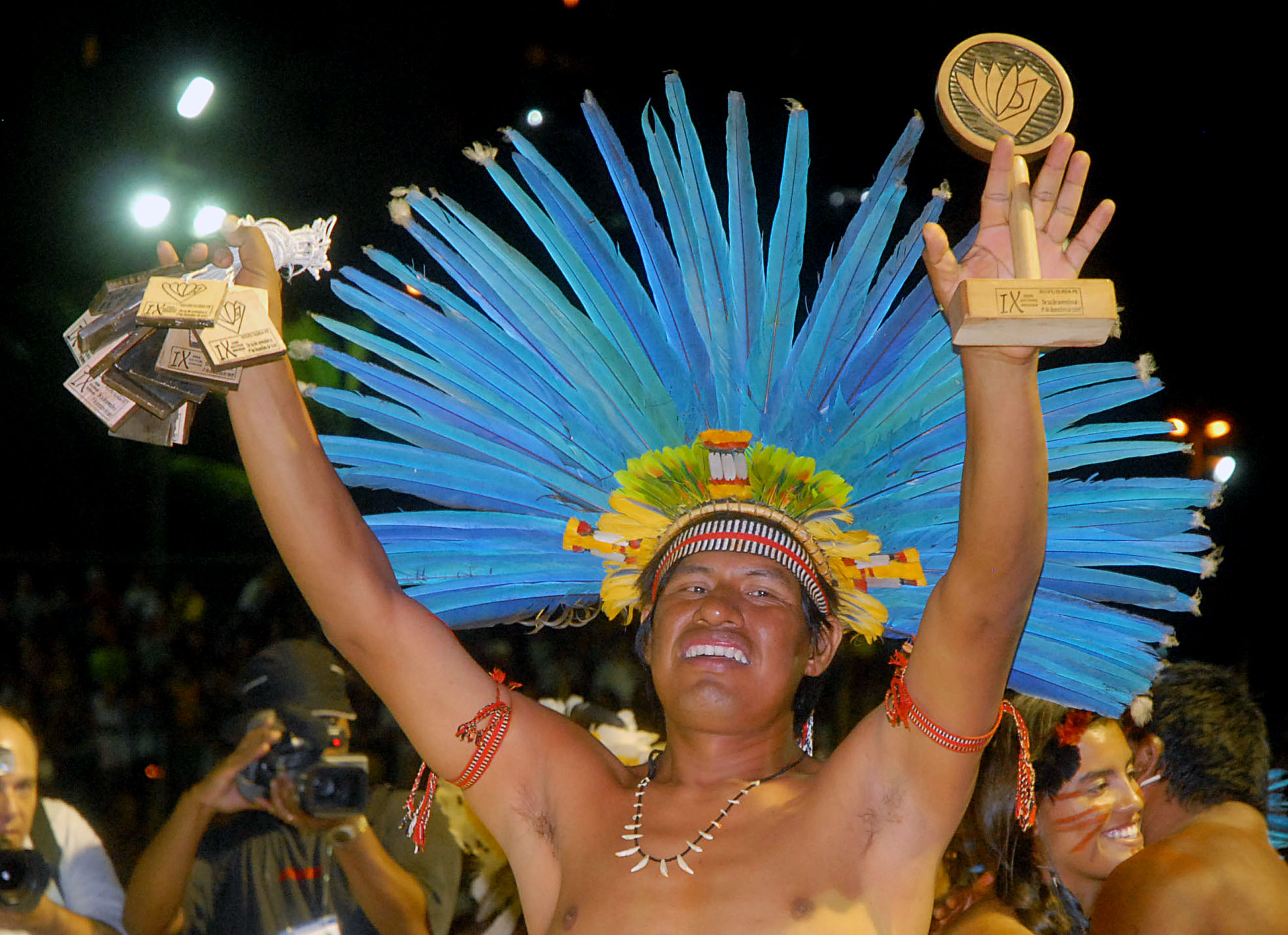
Een cacique (opperhoofd) van het Bororo-volk in Brazilië

Een cacique (soms cazique) was in de koloniale periode van Latijns-Amerika een door de Spaanse autoriteiten gelegitimeerd hoofd van een inheems dorp.
Cacique was oorspronkelijk een Taíno-woord voor opperhoofd. Het woord werd het eerst door Christoffel Columbus opgevangen en wordt sindsdien ook gebruikt voor opperhoofden binnen andere stammen.
Het woord wordt tegenwoordig in Latijns-Amerika informeel gebruikt om een baas of politiek leider aan te duiden, vooral wanneer dit een lokale leider is. Het verschijnsel dat veel macht in handen is van lokale in plaats van nationale leiders wordt caciquismo genoemd en het gebied waarover een cacique heerst cacicazgo.